# Isotopen van waterstof

Protium, deuterium en tritium

Het chemisch element waterstof (H), met een atoommassa van 1,007 825 04(7) u, bezit 3 natuurlijk voorkomende isotopen: protium (1H), deuterium (2H of D) en tritium (3H of T). De overige (4H tot 7H) zijn zeer onstabiel en worden niet aangetroffen in de natuur. Zij worden synthetisch in het laboratorium bereid.
Waterstof is het enige element dat voor zijn natuurlijk voorkomende isotopen afzonderlijke namen en symbolen heeft. Het zijn de namen deuterium en tritium met symbolen  D en T. De isotoop 4H wordt soms aangeduid met de term quadrium.

## Overzicht
| Naam      | Nuclide | Z (p) | N (n) | Isotopische massa (u) | Halveringstijd   | Verval                                                                      | VE           | Kernspin | Isotopische verhouding (molfractie) | Natuurlijk voorkomen (molfractie) |
| --------- | ------- | ----- | ----- | --------------------- | ---------------- | --------------------------------------------------------------------------- | ------------ | -------- | ----------------------------------- | --------------------------------- |
| Protium   | 1H      | 1     | 0     | 1,007 825 032 1(1)    | stabiel          | stabiel                                                                     | stabiel      | 1/2+     | 0,999 85                            | 0,999 816–0,999 974               |
| Deuterium | 2H of D | 1     | 1     | 2,014 101 777 8(4)    | stabiel          | stabiel                                                                     | stabiel      | 1+       | 0,000 15                            | 0,000 026–0,000 184               |
| Tritium   | 3H of T | 1     | 2     | 3,016 049 277(3)      | 12,33 jaar       | {\displaystyle {\ce {{^{3}_{1}H}->{^{3}_{2}He}+{e^{-}}+{\bar {\nu }}_{e}}}} | 0,018 59 MeV | 1/2+     | sporen                              |                                   |
| Quadrium  | 4H      | 1     | 3     | 4,027 8(1)            | 1,4(1) × 10−22 s | {\displaystyle {\ce {^4_1H -> ^3_1H + n}}}                                  | 4,6(9) MeV   | 2−       |                                     |                                   |
|           | 5H      | 1     | 4     | 5,035 3(1)            | > 9,1 × 10−22 s  | {\displaystyle {\ce {^5_1H -> ^4_1H + n}}}                                  | 6(2) MeV     | (1/2+)   |                                     |                                   |
|           | 6H      | 1     | 5     | 6,044 9(3)            | 2,9(7) × 10−22 s | {\displaystyle {\ce {^6_1H -> ^3_1H + 3n}}}                                 | 1,6(4) MeV   | (2−)     |                                     |                                   |
|           | 6H      | 1     | 5     | 6,044 9(3)            | 2,9(7) × 10−22 s | {\displaystyle {\ce {^6_1H -> ^2_1H + 4n}}}                                 |              | (2−)     |                                     |                                   |
|           | 7H      | 1     | 6     | 7,053(1)              | 2,3(6) × 10−23 s |                                                                             | 20(5) MeV    | 1/2+     |                                     |                                   |

## Overzicht van isotopen per element
|             | 1           |             |                                              |                                              |                                              |                                              |                                              |                                              |                                              |                                              |                                              |                                              |    |    |    |    |    | 18 |
| 1           | H           | 2           | Periodiek systeem                            | Periodiek systeem                            | Periodiek systeem                            | Periodiek systeem                            | Periodiek systeem                            | Periodiek systeem                            | Periodiek systeem                            | Periodiek systeem                            | Periodiek systeem                            | Periodiek systeem                            | 13 | 14 | 15 | 16 | 17 | He |
| 2           | Li          | Be          | De links verwijzen naar isotopen per element | De links verwijzen naar isotopen per element | De links verwijzen naar isotopen per element | De links verwijzen naar isotopen per element | De links verwijzen naar isotopen per element | De links verwijzen naar isotopen per element | De links verwijzen naar isotopen per element | De links verwijzen naar isotopen per element | De links verwijzen naar isotopen per element | De links verwijzen naar isotopen per element | B  | C  | N  | O  | F  | Ne |
| 3           | Na          | Mg          | 3                                            | 4                                            | 5                                            | 6                                            | 7                                            | 8                                            | 9                                            | 10                                           | 11                                           | 12                                           | Al | Si | P  | S  | Cl | Ar |
| 4           | K           | Ca          | Sc                                           | Ti                                           | V                                            | Cr                                           | Mn                                           | Fe                                           | Co                                           | Ni                                           | Cu                                           | Zn                                           | Ga | Ge | As | Se | Br | Kr |
| 5           | Rb          | Sr          | Y                                            | Zr                                           | Nb                                           | Mo                                           | Tc                                           | Ru                                           | Rh                                           | Pd                                           | Ag                                           | Cd                                           | In | Sn | Sb | Te | I  | Xe |
| 6           | Cs          | Ba          | ↓                                            | Hf                                           | Ta                                           | W                                            | Re                                           | Os                                           | Ir                                           | Pt                                           | Au                                           | Hg                                           | Tl | Pb | Bi | Po | At | Rn |
| 7           | Fr          | Ra          | ↓↓                                           | Rf                                           | Db                                           | Sg                                           | Bh                                           | Hs                                           | Mt                                           | Ds                                           | Rg                                           | Cn                                           | Nh | Fl | Mc | Lv | Ts | Og |
|             |             |             |                                              |                                              |                                              |                                              |                                              |                                              |                                              |                                              |                                              |                                              |    |    |    |    |    |    |
| Lanthaniden | Lanthaniden | Lanthaniden | La                                           | Ce                                           | Pr                                           | Nd                                           | Pm                                           | Sm                                           | Eu                                           | Gd                                           | Tb                                           | Dy                                           | Ho | Er | Tm | Yb | Lu |    |
| Actiniden   | Actiniden   | Actiniden   | Ac                                           | Th                                           | Pa                                           | U                                            | Np                                           | Pu                                           | Am                                           | Cm                                           | Bk                                           | Cf                                           | Es | Fm | Md | No | Lr |    |

1H · 2H · 3H · 4H · 5H · 6H · 7H